# Radicaal 192
Van de in totaal 214 Kangxi-radicalen heeft radicaal 192 de betekenis offerwijn. Het is een van de acht radicalen die bestaat uit tien strepen.
In het Kangxi-woordenboek zijn er slechts 8 karakters die dit radicaal gebruiken.

## Karakters met het radicaal 192

Ook wijn kan worden geofferd.

| Strepen | Karakter |
| ------- | -------- |
| + 0     | 鬯       |
| + 11    | 鬰       |

Orakelbotkarakter
Bronskarakter
Groot zegelkarakter
Klein zegelkarakter